# نانو استنسیل لیتوگرافی
نانو استنسیل (حکاکی با استفاده از نانوشابلون)، یک روش نوین برای تولید نانوساختارها است. در این روش از شابلون‌هایی با سوراخ‌های نانومتری برای انتقال مواد به زیرلایه استفاده می‌شود. این یک روش سادهٔ بی‌نیاز از لایهٔ مقاوم (resist) است.

با تکنیک نانواستنسیل ماده تحت یک وکیوم قوی (UHV) بخار می‌شود و به‌وسیلهٔ یک ماسک مستقیماً روی نمونه قرار می‌گیرد.
امروزه مواد مختلفی ازجمله فلزات، سیلیسیم، سیلیسیم نیتراید و پلیمرها می‌توانند به‌عنوان پوسته (membrane) به‌کار روند.
سوراخ‌های شابلون (stencil) به روش‌های مختلفی روی پوسته ایجاد می‌شوند. این روش‌ها عبارتند از: لیتوگرافی لیزرهای تداخلی (LIL)، باریکهٔ الکترونی، تمرکز باریکهٔ یونی، و ….
سوراخ‌های شابلون دریک ویفر ۴ اینچی می‌توانند تا مقیاس میکرومتر کوچک شوند.
از طلا به‌عنوان کاتالیزور و شابلونی با اندازهٔ سوراخ‌های گوناگون استفاده شده که به ما امکان کنترل تعداد نانوتیوب‌های تولیدی را می‌دهد.

## تاریخچه
استنسیل لیتوگرافی اولین بار توسط گری (S.Gray) و ویمر (P.K.Weimer) در یک مجله علمی تحت عنوان «تکنیک ساختارهای میکرونی» در سال ۱۹۵۹ ارائه شد. ان‌ها در طول فرایند تبخیر فلز از یک سیم بلند انعطاف‌پذیر به عنوان ماسک استفاده کردند.
طراحی‌های تاریخی روی سطوح باستانی هم نمونه‌ای از کاربرد استنسیل در گذشته‌است.

## فرایند
برای تکنیک نانواستنسیل لیتوگرافی چندین فرایند متفاوت وجود دارد که عبارتند از تبخیر، حک کردن و کاشت یون.
در هریک از این‌ها با توجه به نوع فرایند مواد مورد استفاده تغییر می‌کنند. برای مثال اگر پوسته در برابر اسید مورد استفاده در حک کردن حساس باشد از یک لایه مقاوم در برابر خوردگی اسید در پشت پوسته استفاده می‌کنیم. یا برای کاشت یون یک لایه رسانا پشت پوسته مورد نیاز است.

### تبخیر
روش اصلی که برای تبخیر مواد مورد استفاده قرار می‌گیرد روش تبخیر فیزیکی(PVD) است. روش‌های دیگری از جمله باریکه الکترونی، گرما، اسپاترینگ و تبخیر توسط لیزر هم وجود دارند که کمتر از PVD بکار می‌روند.
هرچه مواد هم‌جهت‌تر روی شابلون قرار گیرند طرح یک دست‌تر و با کیفیت بالاتری روی زیرلایه منتقل می‌شود.

### حک کردن
عمل حک کردن بر پایه یونیزاسیون است بدین طریق که با شتاب دادن به ذره‌ها آن‌ها به‌طور فیزیکی و شیمیایی زیرلایه را حک می‌کنند.
در این روش شابلون به عنوان یک ماسک سخت از قسمت‌هایی از زیرلایه که زیر آن قرار گرفته‌اند در برابر خوردگی محافظت می‌کند درحالیکه قسمت‌های زیر سوراخ‌ها خورده می‌شوند.

### کاشت یون
در این مورد باید ضخامت پوسته از طول نفوذ یون‌ها در ماده پوسته کوچک‌تر باشد. در این صورت یون‌ها در قسمت‌هایی از زیرلایه که زیر سوراخ‌های شابلون قرار دارد کاشته می‌شوند.

## روش‌ها

### استاتیک
در روش استاتیک، شابلون روی زیرلایه محکم می‌شود و زوج شابلون-زیرلایه تحت تبخیر، حکاکی یا کاشت یون قرار می‌گیرد. بعد از انجام لایه نشانی شابلون به راحتی از زیرلایه جدا می‌شود.

### چند مرحله‌ای-شبه دینامیک
فرایند شبه دینامیک یکی از مهم‌ترین پیشرفت‌ها در انجام استنسیل لیتوگرافی است که از چندین مرحله تبخیر پی در پی حاصل می‌شود و به ما توانایی تولید ساختارهای چند ماده‌ای از ماسک‌های مختلف را می‌دهد.

### دینامیک
در مد دینامیک شابلون روی زیرلایه حرکت می‌کند و به این طریق به ما امکان ایجاد ساختارهایی با ارتفاع مختلف می‌دهد. در واقع در طول فرایند تبخیر ماده‌کاری با تغییر سرعت حرکت شابلون می‌توانیم ارتفاع طرح‌های تشکیل شده روی زیرلایه را تعیین کنیم و به این ترتیب می‌توان ساختارهایی با ارتفاع کمتر از ۱۰ نانومتر تولید کرد.

## چالش‌ها
با وجود اینکه نانواستنسیل لیتوگرافی یک روش سلیس و فراگیر است ولی هنوز چندین چالش در استفاده از آن وجود دارد.

### بسته شدن(Clogging)
درطول فرایند نشست از طریق شابلون، ماده کاری تنها روی زیرلایه نمی‌نشیند بلکه پشت شابلون هم قرار می‌گیرد یعنی داخل و اطراف سوراخ‌ها؛ که این سبب کوچک شدن اندازه مفید سوراخ‌ها می‌شود و سرانجام به بسته شدن آن‌ها می‌انجامد.
این دقیقاً مثل بسته شدن فضای بین خانه‌ها در اثر بارش زیاد برف است:

### گپ (blurring)
دقت ساختار منتقل شده از شابلون به زیرلایه به عوامل مختلفی بستگی دارد که پخش شدگی ماده کاری روی زیرلایه (که خود تابعی است از دما، نوع ماده‌کاری و درجه تبخیر) و ساختار هندسی از فاکتورهای اصلی آن هستند، که هردو به تشکیل طرح بزرگ‌تر منجر می‌شوند.
در حالت ایدئال ساختار به شکل زیر است:
ولی اگر بخواهیم کمی واقعی‌تر به آن نگاه کنیم مواد مستقیماً در سوراخ‌ها قرار نمی‌گیرند و با کمی زاویه فرومی‌نشینند:
در حالت کاملاً واقعی علاوه بر در نظر گرفتن زاویه نشست ماده‌کاری باید فاصله شابلون از سطح زیرلایه را هم در نظر بگیریم که خود ایجاد کمی خطا در طرح نهایی می‌کند:

### تغییر شکل(deformation)
چنانچه شابلون تحت فشار قرار گیرد این فشار اندازه و شکل سوراخ‌های شابلون را تغییر می‌دهد.